# Северо-Двинская губерния
Се́веро-Дви́нская губе́рния — административно-территориальная единица РСФСР, существовавшая в 1918—1929 годах. Центр — город Великий Устюг.

## История
Группа прибывших с фронта солдат 5-6 января 1918 года начала погром казённого винного склада. В ходе погрома вспыхнул пожар, продолжавшийся 3 дня, сопровождавшийся взрывами и приведший к человеческим жертвам. Для наведения порядка в город был выдвинут отряд красногвардейцев из Вологды. Исполком Великоустюгского Совета рабочих и солдатских депутатов 13.01 принял решение об организации отрядов Красной гвардии в Великом Устюге. Тем же днём установлена Советская власть в Никольске и Никольском районе. Решением Исполкома от 15.01 был установлен контроль над частными банками.
В Великом Устюге 21.01 был создан новый орган власти — объединённый центральный комитет Советов (ОЦЕКСОВ). Состав: председатель — В. В. Попов, компром — С. М. Мансветов, комюст — П. Н. Зепалов, комзем — В. А. Бибергаль, комфин — К. К. Голубев, по административной части — А. П. Батаков. В период с февраля по март на основании декрета СНК была проведена национализация флота Северо-Двинского бассейна. Решением заседания Совета рабочих и солдатских депутатов от 08.03 принято решение обложить местную буржуазию контрибуцией в размере трёх миллионов рублей. В период с апреля по июнь в Устюжском уезде организованы волостные Советы рабочих и крестьянских депутатов, в мае создавший печатный орган — газету «Крестьянские и рабочие думы».
В апреле 1918 года восемь северо-западных губерний — Петроградская, Новгородская, Псковская, Олонецкая, Архангельская, Вологодская, Череповецкая — были объединены в Союз коммун Северной области, который уже в 1919 году был упразднён.
В период 17-20.06 в Великом Устюге проходил первый Губернский съезд. Участниками являлись 115 делегатов из 5 восточных уездов Вологодской губернии: Великоустюгского, Сольвычегодского, Яренского, Никольского, Усть-Сысольского. По итогам съезда была учреждена (образована) Северо-Двинская губерния, губернский город — Великий Устюг. НКВД РСФСР постановлением от 24 июля 1918 года согласился с этим решением. В период 23-29.06 закрыты и арестованы газеты: «Волна» (социал-революционеров), «Свисток» (левых эсеров И. Я. Львова) и «Новая Волна» (левых эсеров Н. П. Рязанова). В июле организованы: 01.07 — военный трибунал, 22.07 — комиссия по борьбе с контрреволюцией.
После высадки союзников Антанты в Архангельске 02.08 и начала их наступления на Вологодском и Северо-Двинском направлениях Чрезвычайному штабу даны неограниченные полномочия, город предложено перевести на осадное положение. Тем же числом создан ГубСовНарХоз и отдел внутреннего управления. Центр руководства военным делом под руководством Е. В. Михина создан 09.08, а 10.08 — военный совет под председательством Ивана Михайловича Шумилова. При губисполкоме учреждена комиссия по эвакуации из города всех учреждений и ценностей. В начале августа создана Северо-Двинская военная речная флотилия под командованием Павлина Фёдоровича Виноградова. 01.09 был раскрыт белогвардейский заговор, его организатор — П. Ю. Двужильный — расстрелян.
До конца августа ГубИсполКом принимает постановление о «самых решительных мерах по национализации земель» и создании продотрядов, на которых требовалось выделять до 5 % наличного состава рабочих предприятий. Первый продотряд (комиссар Е. М. Шекун) отправлен в Никольский уезд в конце месяца. Уже 10.09 в Аргуновской волости крестьянами были убиты трое его членов, а 12.09 в селе Вохма в канун Семёновской конной ярмарки началось крестьянское восстание против мобилизации на фронт и изъятия хлеба. Численность восставших достигала 250 человек, руководители — бывшие офицеры А. Герасимов и М. Кузнецов. После отправки отрядов из Вологды и Никольска 23.09 восстание было подавлено.
Одновременно с заседаниями и действиями ГубИсполКома, в период 02-04.09 проходит первая Северо-Двинская губернская конференция РКП(б) с участием 98 делегатов. Приняты резолюции об организации КомБедов, продотрядов, печатного органа — газеты «Борьба бедноты» и призыве рабочих и крестьян на защиту края от интервентов. В течение месяца создаются ячейки РКП(б) на Красавинской фабрике и в селе Усть-Алексеево, впоследствии их число множится. Местные чекисты проводят обыски в Михайло-Архангельском, Иоанно-Предтеченском и Знаменно-Филипповском монастырях. До конца месяца национализированы киноматографы «Луч» и «Паризиана», в октябре муниципализируется частная телефонная сеть губернии. На заседании сессии Великоустюгского УОНО принято постановление об уничтожении книг религиозного характера. В бывшем доме купца Чебаевского организована центральная библиотека с книжным фондом в 2000 экземпляров; начинается выпуск журнала «В помощь земледельцу», в декабре — газеты «Богатства Севера». Реорганизуются детские дома: Владимирская рукодельня для девочек — в 11-ю трудовую коммуну им. Ленина, Грибановский приют для мальчиков — в детскую трудовую коммуну им. К.Маркса.
После проведения второго губернского съезда РКП(б) 27.01.1919 действия Советами производятся более последовательно. Продолжалась национализация частных организаций: 11.01 — Великоустюгский городской общественный банк, 29.03 — Лальские писчебумажные фабрики наследников Сумкина и Норицына. Отделом народного образования на территории уезда поддерживаются 23 избы-читальни, 33 просветительских общества и 33 школы для взрослых. На фронт направлялись отряды: 26.04 — речная флотилия (убыла в район боевых действий на Северную Двину); 04.05 — добровольческая группировка численностью 20 % личного состава Собрания комсомольцев Великого Устюга (на фронт против Колчака), 17.05 вслед за ними отправляется особый отряд из 250 человек; 17.06 — 5-й боевой отряд боевиков-коммунистов; 12.08 — батальон из 678 человек. В конце июня — начале июля производится перерегистрация членов партии, чистка рядов. Решением ГубИсполКома от 07.08 постановлено занять помещения бывшего Михайло-Архангельского монастыря под концентрационный лагерь. Решением ГубИсполКома от 01.08 газета «Крестьянские и рабочие думы» начинает выпускаться под названием «Советская мысль», а решением от 21.09 — сливается с газетой «Борьба бедноты», становясь официальным печатным органом. Частичный переход губернии на военное положение (на заводах и фабриках) объявлен 23.08, выдача хлеба по талонам с 26.08 производилась по следующим нормам: лицам I категории — 300 г., II категории — 200 г., III категории — 100 г. на руки. Съезд медицинских работников от 21.09 фиксирует: «дефицит врачей и фельдшеров, отсутствие медикаментов и инструментов, полное отсутствие вакцинации; что крайне затрудняет борьбу с эпидемией брюшного тифа и испанки». Комитет РКСМ решением от 15.10 устанавливает нормы рабочего времени для подростков: в возрасте 14-16 лет — 4 часа, в возрасте 16-18 лет — 6 часов. В связи с проникновением на территорию губернии белогвардейского Вычегодского добровольческого отряда под командованием капитана Н. П. Орлова 08.11 принято решение о создании губревкома на территории губернии. Боевые действия идут с переменным успехом: 15.11 белогвардейцы занимают Усть-Сысольск, 20.11 красноармейцы занимают Яренск. Съезд РКСМ от 29.12 обозначает основные цели: «всемерная помощь обороне республики, борьба с голодом и разрухой». Указаны цены на устюжском рынке: масло сливочное — 120 руб./фунт, яйца — 80 руб./десяток, огурцы средние — 60 руб./десяток, репа — 5-6 руб./пара; молоко выдавалось по 3,20 руб./стакан.
Отправка войск на фронта с 1920 года продолжается на регулярной основе: 27.03 убывает кавалерийский эскадрон из 94 человек, 26.05 и 02.06 на Польский фронт убывают отряды добровольцев, 28.06 убывает маршевая рота из 144 человек, 27.07 на Архангельский фронт убывает маршевый батальон 13 человек комсостава и 796 красноармейцев. До конца месяца проводится 10 % мобилизация коммунистов: на Польский фронт и на борьбу с Врангелем убывают отряды из 60 и 55 человек соответственно. На Южный фронт 25.08 убывает кавалерийский полк в 50 сабель, на Юго-Западный — 48 коммунистов до конца месяца. Совокупно до конца года мобилизовано 12336 человек; за период 1918—1920 годов совокупно проведено 60 мобилизаций и призвано 67287 человек. В самой губернии (за исключением Усть-Сысольска и его уезда) к концу апреля снимается военное положение. В Великом Устюге в течение 08-16.06 национализируют пивоваренный завод Зебальда, 02.09 в здании бывшего винного склада открывается электростанция.
Ураганный ветер 13.051921 разрушает воздушную сеть радиостанции. Летом 1921 года из-за чрезвычайной сухости происходит неурожай, в Поволжье начинается голод. Губерния выделяет в помощь голодающим Поволжья 74 млн. 587 тыс. 764 руб.. В Вятку отправлено 15 вагонов ржи на 12969 пудов. Декретом ВЦИК от 22.08 из территории губернии выделена Автономная область Коми (Зырян), в которую переданы Усть-Сысольский уезд и 21 волость Яренского уезда Северо-Двинской губернии. На конец года цены на рынке составляли: картофель — 25 тыс.руб./пуд, ржаная мука — 650 руб./фунт, мясо — 17,5 тыс.руб./фунт, сахар — 100 тыс.руб./фунт..
С 01.01.1922 решением общего собрания рабочих и служащих из продпайка всех работников водного транспорта удерживается 3 фунта муки в пользу голодающих. В пользу голодающих Поволжья начинается изъятие драгоценностей из церквей: 09.03 из Успенского собора изымают Евангелия, богослужебные сосуды, кресты, кадила из драгоценных металлов; 20.03 изымают лампады общим весом чистого серебра в 1 пуд 30 фунтов; 25.04 изымают серебряные и инкрустированные ризы с икон, дарохранительницы и кресты (в храмах остаются только деревянные). Общий вес изъятого чистого серебра — 76 пудов 21 фунт 23 злотника. В мае из голодающих губерний завозят 500 детей, 100 из которых оставляют в Великом Устюге и 144 — в уезде. Настоятель Успенского собора протоиерей Константин Богословский арестован 03.08 за антисоветскую агитацию и проповеди; 16.08 прекращают службы в Иоанно-Предтеченском монастыре. По отчётам о помощи голодающим, за год (с августа 1920) губерния отправила голодающим хлеба: 5876 пудов — в Вятку, 3076 пудов — в Вотскую губернию, 441 пуд — в Челябинск. На сентябрь цены на рынке составляли: мука ржаная — 500 руб./пуд, масло коровье — 140 руб./фунт, мясо и рыба — 35 руб./фунт, картофель — 100 руб./пуд, сахар — 140 руб./фунт, соль — 7 руб./фунт.
Летом 1923 градом были повреждены значительные площади: в июне — 848 десятин в 36 селениях, в июле — 2218 десятин в 63 селениях. Проведена оценка площадей пожаров на территории губернии за 1918—1922 годы: площадь пожаров — 90306 кмв.км., стоимость ущерба — 1 млн. 200 тыс. руб. золотом. Продолжен сбор денег: на помощь борцам революции Запада в июле собрано 5772 руб. 39 коп., на строительство воздушного флота в августе собрано 2040 руб. 16 ноября 1923 года был принят проект об организации в губернии 36 укрупнённых волостей и одного района (Опаринского).
Декретом ВЦИК от 10.04.1924 на территории губернии упразднено волостное и уездное деление, введено районирование; губерния разделена на 16 районов. Летом в губернии функционировало 2 курорта в южных районах. Лечение на них проходили 11 человек.
На 01.02.1925 в Великом Устюге насчитывалось 1510 безработных. Происходит стихийное переселение крестьян в Сибирь и Поволжье. За 1924—1925 года из губернии выехало 959 крестьянских семейств. 17.12 открыта широковещательная радиостанция, одна из первых на Севере. В сентябре 1926 года колокола Михайло-Архангельского монастыря и Троицкого собора Троицко-Гледенского монастыря сданы в КомЦветФонд; 07.01.1927 ломают церковь Александра Невского; 07.03 начинают ломать остатки Иоанно-Предтеченского монастыря. На берегу Малой Северной Двины открывается дом отдыха «Бобровниково». В феврале 1928 организована артель «Утильотход» по сбору, переработке и сбыту отбросов, отходов, лома металлов и лекарственных трав. Решением ГубИсполКома от 19.07. помещения бывшей Спасо-Преображенской церкви переданы областному архиву. В декабре введена в эксплуатацию ТЭЦ мощностью 480 КВт (3 паровых котла и 3 машины по 160 КВт).
По плану экономического районирования страны, в 1924—1926 годах на Европейском Севере России хотели создать обширную Северо-Восточную область в составе Архангельской, Вологодской, Северо-Двинской губерний и АО Коми (зырян). Был сформирован ряд областных учреждений, но идея не была реализована, отчасти из-за несогласия АО Коми (зырян) войти в состав области. Реформа, однако, уже затронула Северо-Двинскую губернию, в которой в 1924 году было упразднено уездное и волостное деление и проведено районирование. 10 апреля 1924 года Северо-Двинская губерния была разделена на 18 районов: Великоустюгский, Верхне-Тоемский, Вилегодский, Вохомский, Енангский, Кичменгско-Городецкий, Котласский, Красноборский, Лальский, Ленский, Никольский, Нюксенский, Опаринский, Подосиновский, Рослятинский, Сольвычегодский, Усть-Алексеевский, Черевковский.
Постановлением ВЦИК от 27 февраля 1928 года были упразднены Усть-Алексеевский (присоединён к Великоустюгскому) и Енангский (присоединён к Кичменгско-Городецкому) районы, а Нюксенский район был переименован в Сухонский. 29 марта 1928 года было принято решение о присоединении Сольвычегодского района с 13 сельскими советами к Котласскому району.
В течение 1927-28 годов на уровне ЦК прорабатывался вопрос о столице предполагаемого к формированию Северного края РСФСР. Руководство Северо-Двинской губернии последовательно доказывало, что наилучшим кандидатом является Котлас, а не Архангельск. Использовались аргументы как военные (морской порт Архангельск интервентам захватить проще, чем удалённый от моря Котлас), так и экономические (Котлас является практически географическим центром будущего Северного края, тогда как Архангельск — его периферия). В ходе аппаратной борьбы было принято решение в пользу Архангельска. Постановлением Президиума ВЦИК «Об образовании на территории РСФСР административно-территориальных объединений краевого и областного значения» от 14 января 1929 года, с 1 октября 1929 года была упразднена Северо-Двинская губерния и образован Северный край. На территории бывшей губернии был образован Северо-Двинский округ Северного края РСФСР с центром в городе Великий Устюг.

## Население
По данным переписи 1926 года в губернии жило 678,107 чел. об. пола. Соотношение мужчин к женщинам измерялось как 100:111,1 по губернии в среднем; в сельской местности преобладание женского населения выражалось более значительно, тогда как в городах — менее значительно. Относительная равномерность заселения наблюдалась лишь в центральной части; в остальных частя губернии население располагалось полосами вдоль рек. Особняком стояли лишь Вохомский и Опаринский районы, где было развито хуторское земледелие.
В среднем по губернии доля сельских жителей составляла 94,4 % без значимых отклонений по районам. При этом в 9 районах все 100 % жителей являлись сельскими. В среднем на 1 населённый пункт приходилось 90 душ — если не включать в расчёты населённые пункты с количеством жителей менее 10.
Согласно данным весеннего обследования 1927 года, из 134,315 домохозяйств губернии 96 % (128,934) являлись сельскими, и лишь 4 % (5,327) были вовлечены в иные сферы. Единственной занятостью в сельскохозяйственной области жило 50,4 % (67,696) домохозяйств, ведение сельского хозяйства с промыслами совмещало 43,9 % (68,964), ведение сельского хозяйства с торговлей либо промышленностью совмещало 1,4 % (1,880), и ещё 0,3 % (408) являлись наёмными работниками. Наёмным трудом вне сельского хозяйства кормилось 1,9 % (2,552) домохозяйств, торговой-промышленными или кустарным ремеслом — 0,1 % (134), иными источниками — 2 % (2,686) домохозяйств.

## Экономика
Основу экономики губернии составляло сельское хозяйство, при этом площадь всех возделываемых земель (787,223 га) составляли лишь 7,5 % от территории губернии. В зависимости от района процент этот колебался от 1,4 % (Верхнетоемский район) до 27,3 % (Вохомский район), но в среднем оставался незначительным. Доля освоенной пашни оценивалась как 7,8 %, причём из-за архаичных практик до 1/3 пашни находилось под паром, поскольку большинство хозяйств ещё не перешло на многополье. Для сравнения, по данным того же обследования 1927 года указывался процент освоенной пашни, сенокоса и усадьбы в соседних губерниях: Вологодской — 15,3 %, Архангельской губ. — 0,9 %, обл. Коми — 0,6 %. Исследованиями того же года было отмечено, что в северной части губернии культуры зерновых хлебов экономически нецелесообразны, а в южной требуют значительных трудозатрат и удобрений. Льнообработка и крахмало-паточное производство, приносившие доходы в довоенное время, при советской власти в губернии никогда не были восстановлены в довоенных объёмах, хотя предпринимались попытки их организации (постройка 4 льнообделочных и 11 картофелетёрочных заводов). Единственной областью переработки картофеля являлось винокуренное производство.
Для увеличения площадей, пригодных для земледелия и скотоводства, на 1930-е планировалось осушение 834 тысяч гк. болот, однако проект остался нереализованным.
Животноводство в губернии занимало второстепенную роль; сводилось к добыванию навоза, обеспечению тягловой силой и лишь в последнюю очередь подразумевало добывание белковых продуктов питания. Доля домохозяйств без лошади значительно превышала долю домохозяйств без коровы. В среднем по губернии обеспеченность домохозяйств лошадьми и крупным рогатым скотом соотносилась как 1:2,5. При этом на одно хозяйство в среднем приходилось 2,48 голов КРС, тогда как в соседних губерниях: Вологодской — 3,51, Архангельской — 2,70, области Коми — 2,78. Свиноводство и овцеводство находились в ещё более слабых позициях, чем разведение КРС. Маслоделие как самостоятельная отрасль хозяйства никогда не была развита, хотя предпринимались попытки её организации по образцу Вологодской.
Полезные ископаемые губернии оценивались как неперспективные к разработке вследствие незначительности месторождений (3 минеральных источника, по 2 — выварочной соли, глин, известковых руд, серного колчедана; по 1 — кварцевого песчаник и шпатового железа).
Деревообрабатывающая промышленность в губернии со времён Первой мировой войны находилась в упадке, и лишь с 1927-28 годов вышла на довоенные показатели. Для повышения доходности этой отрасли на вторую половину 1930-х планировалась постройка Котласского целлюлозно-бумажного комбината, однако по множеству причин его открытие стало возможно только в 1953.
Доля лиц — преимущественно, женщин — занятых в кустарной промышленности, достигала 15 % от общего числа жителей. Однако в состав артелей входило лишь ничтожное их количество, с чем советская власть активно боролась, однако безуспешно.
Состояние экономики оценивалось на 1929 год как дефицитное. Типично дефицитными товарами считались: мануфактура, кожевенные товары, солёная рыба и сельдь, чай, стекло оконное, мука, крупы, хозяйственное мыло. Остродефицитными товарами назывались: железо кровельное, строительные материалы и олифа.
Главным тормозом экономического развития губернии признавалось отсутствие дорожно-транспортной сети — не только железнодорожной, но даже гужевой. По этой причине не удавалось включить губернию в общесоюзный товарооборот. Так, Яронский почтовый тракт в периоды половодий затоплялся на разных участках суммарно на 25 км из своей 208 км длины, вследствие чего товаропоток с нему переключался на Вычегду на весь период навигации. Даже крупнейший сухопутный тракт губернии — Архангельский — во время половодий размывало и он становился непроходим, вследствие чего всю навигацию товаропоток с него переключался на Северную Двину. Даже периоды ледостава и ледохода, длящиеся по нескольку дней, не оказывали на транспортное сообщение такого влияния, как периоды половодий. Прочие тракты — особенно южных направлений — не только затапливались в половодья, но так же в ряде мест прерывались паромными переправами и имели несравненно меньший грузооборот. Организация же регулярного сообщения только по рекам оказалась невозможной в силу их мелководья — так была оценена даже Северная Двина, по которой допустим был только плотовый и молевой сплавы, но не регулярный пароходный поток. Железнодорожная сеть в губернии была представлена единственной линией Котлас-Вятка довоенной постройки.
Товарообмен между населёнными пунктами внутри губернии был также мал; на 1927 год на территории губернии не было стационарных пунктов товарообмена и насчитывалось 25 ярмаркок и 17 торжков, включая самые мелкие. Исследования того же года утверждали, что при развитии дорожно-транспортной сети Котлас мог стать тем же, чем стал Новосибирск для Сибири (на 1897 год — посёлок с несколькими сотнями жителей, после развития дорог — экономический центр области со 130 тысячами жителей).
В связи вышеперечисленным было запланировано строительство новых железнодорожных путей в четыре этапа: на бухту И́ндиго, на Архангельск, на Мурманск, на Москву (через Кострому). Главной целью, однако, признавалось не столько развитие региона, сколько создание путей для экспорта из Сибири. Однако, поскольку Народный комиссариат путей сообщения был создан только в 1923 году и имел первоочередной задачей ремонт повреждённых и завершение недостроенных дорог, данные платы были сначала отложены на отдалённое будущее, а после — отменены.

## Руководство
- Альберт Леонтьевич Менциковский — председатель губисполкома (с 20.06.1918, в связи с формированием губисполкома, по 08.08.1918, в связи с исключением его из ВКП(б));
- Шумилов Александр Михайлович — председатель губисполкома (с 08.08.1918, в связи с исключением из ВКП(б) Менциковского, по 06.12.1922);
- Васендин Александр Никанорович — председатель губисполкома (с 06.12.1922, решением 8-го губернского съезда Советов в преддверии X Всероссийского съезда Советов, по 14.01.1929, в связи с ликвидацией губернии).